# Perceptions musulmanes de Jérusalem
Dans la tradition des deux autres monothéismes et parce que la tradition musulmane fait de Jérusalem (al Quds en arabe) le lieu d'où le prophète de l'islam Mahomet aurait effectué son voyage nocturne (Isra), cette ville (al-quds) est aujourd'hui considérée comme une ville sainte par l'islam. Pour autant, ce statut de sainteté de la ville de Jérusalem connaît une mise en place longue puis « connut des hauts et des bas. ».

## Les noms arabes de Jérusalem

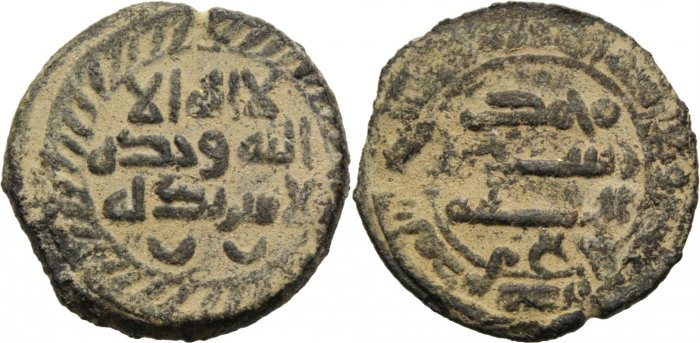
Pièce de monnaie abbasside, portant le nom dal-Quds, IXe siècle (?)

Chez Tabari, Jérusalem prend le nom de Iliya' madinat bayt al c'est-à-dire de "Aelia, la ville du Temple". Les deux portions du titre sont parfois utilisés indépendamment. L'étymologie latine du nom Aelia ayant été perdu, les commentateurs arabes ont essayé de le comprendre comme le "sanctuaire d'Elijah" ou la "maison du Dieu".
Le terme al-Quds n'est pas utilisé par de nombreux auteurs classiques avant le Xe siècle et semble, jusque là, être un usage local. Ce terme provient, en effet, de la langue araméenne locale. Ainsi, en araméen, karta de kudsha signifie "ville du sanctuaire" et non "ville de sainteté". Le nom al-Quds renvoie originellement au Temple.
De longues listes de noms de Jérusalem sont connues, partant du principe que "la multitude des noms prouvent excellence du porteur". Il existe aussi des variations en arabe sur les termes hébreux shalem et araméen Urishlem.

## VIIesiècle: Jérusalem et le texte coranique
Le Coran ne mentionne pas explicitement le nom de la ville de Jérusalem mais les traditions l'associent à quelques passages du texte coranique. Pour Déroche, « Il faut toutefois noter que ces interprétations se trouvent le plus souvent en concurrence avec des lectures de ces mêmes passages qui proposent d'autres identifications ». La reconnaissance de Jérusalem dans ces versets apparaît dans l’exégèse de la fin du Ier siècle de l'Hégire.

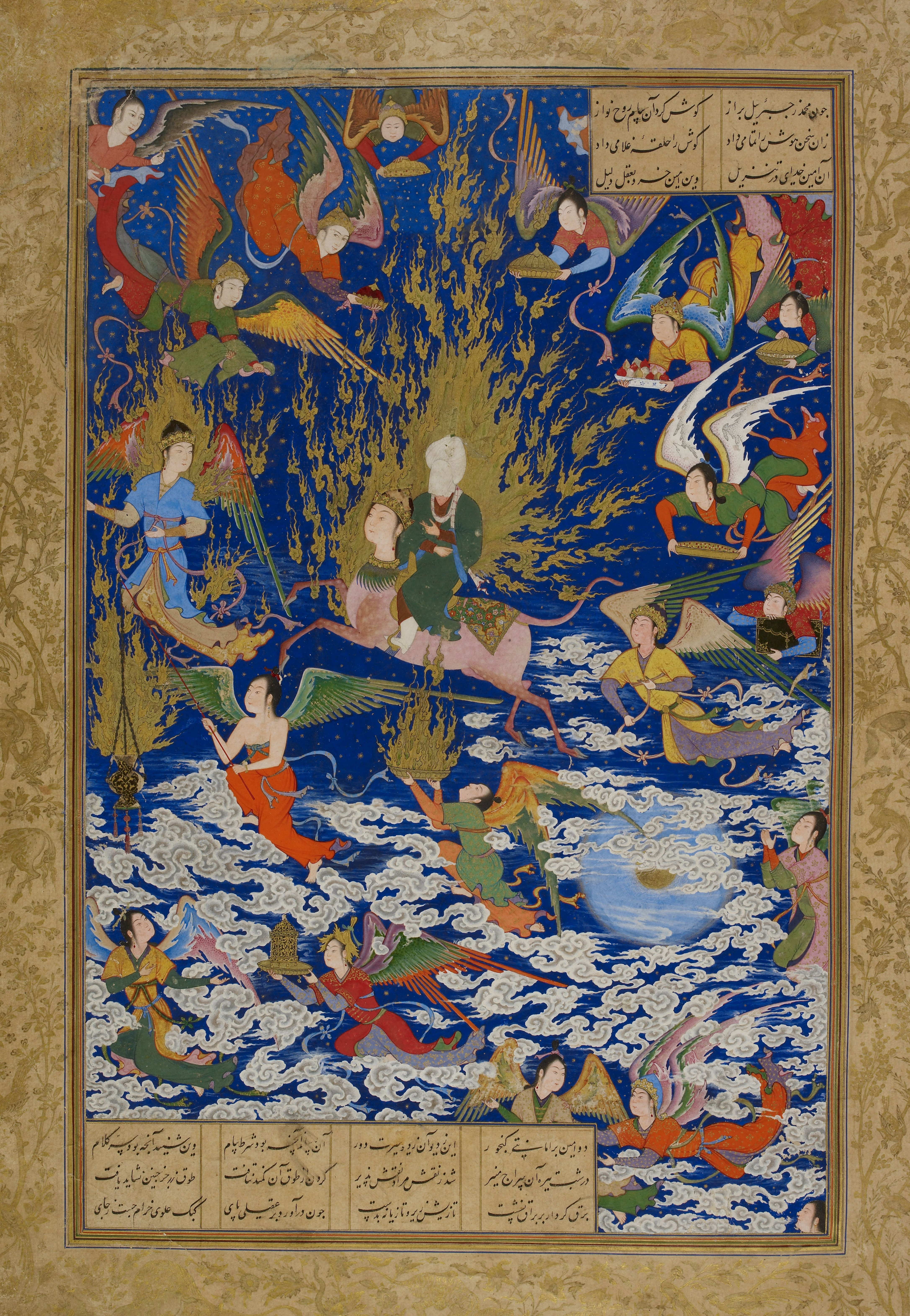
Une miniature persane du XVIe siècle célébrant l'ascension de Mahomet aux cieux.

Le premier est le récit de la montée au ciel de Mahomet (al Mi'raj : l'ascension) et se fonde sur le verset 1 de la sourate « Le Voyage nocturne », XVII du Coran, intitulée al-Isra :« Gloire à celui qui a fait voyager de nuit son serviteur de la Mosquée sacrée à la Mosquée très éloignée dont nous avons béni l'enceinte, et ceci pour lui montrer certains de nos Signes. Dieu est celui qui entend et qui voit parfaitement. » L'unanimité des exégètes musulmans reconnaissent dans la mosquée « le plus éloigné » le Mont du Temple. Absent donc du Coran, le nom de Jérusalem comme lieu du voyage nocturne est, par contre, parfaitement explicite dans le récit d'Ibn Ishaq, rédigé 120 à 150 ans après le  VIIIe siècle et l'Hégire.
Pour François Déroche, « une analyse récente fait cependant valoir que, d'après des traditions anciennes, ce voyage nocturne aurait été en direction du ciel ; c'est ultérieurement que l’exégèse classique aurait proposé de comprendre al-masjid al-aqsâ comme le mont du Temple et fait de ce dernier le point de départ de l'ascension de Mahomet. ». L'identification du point de départ de Mahomet au Rocher sur lequel est construit le dôme apparaît dans le sources au Xe siècle seulement, avec le développement de la littérature liée au miraj, et se renforce après la première domination croisée sur Jérusalem (1099-1187).Pour Hasson, les musulmans des premiers temps considérait que cette mosquée "la plus éloignée" un temple celeste, une sorte de Jérusalem Celeste. Cette idée s'est maintenu dans certaines traditions chiites. Rubin défend, contre l'avis de beaucoup de chercheurs, que ces traditions chiites évoquées sont une invention anti-ommeyades et que ce verset coranique évoque bien originellement Jérusalem. De même, Gottein défend en tout cas "à l'époque où XVII, 1 a été combiné avec VII, 2-8", l'attribution traditionnelle. Hassan critique cette interprétation s'appuyant sur le fait que le premier verset de la sourate XVII n'étant pas obligatoirement contemporain de sa suite et sur le fait qu'aucune tradition remontant à avant Mu'awiya ou même avant Abd al-Malik qui a construit le Dôme du Rocher n'associe Jérusalem au voyage nocturne.
Le second passage traite de l'évolution de la direction de la prière musulmane. Selon les traditions musulmanes, les premiers musulmans priaient en direction de Jérusalem - la direction de La Mecque ayant été établie par Mahomet plus tard. Si le texte coranique mentionne un changement de qibla, il ne cite pas la ville de Jérusalem et le texte est "pourtant loin d’être explicite".
Le troisième passage, quant à lui, ne fait pas l'unanimité. À propos des instructions données à Moïse quant à la construction des maisons des juifs en Égypte, le Coran parle d'une qibla sans pour autant citer Jérusalem. François Déroche se demande si ce terme doit ici avoir le même sens que dans la sourate 2. Cette attribution à Jérusalem de ce passage apparaît chez Tabari.

## Mise en place du statut de ville sainte

### VIIe-VIIIesiècle: Jérusalem dans les traditions anciennes
Un hadith célèbre dit que "les selles des chameaux ne doivent pas être attachées excepté dans trois mosquées : la mosquée de La Mecque, la mosquée de Médine, la mosquée al-Aqsa". Pour Kister, ce hadith a pour but d’empêcher la création de nouveaux lieux de pèlerinage pour l'islam. D'autres traditions anciennes ne citent que La Mecque et Médine, ce qui appuie, pour lui, la non-unanimité sur le statut de Jérusalem avant le VIIIe siècle.
Pour Hassan, le nouveau statut de Jérusalem comme ville sainte dans le monde musulman est lié à une politique omeyyade, en particulier de Mu'awiya, d'Abd al-Malik et d'al-Walid. Les traditionalistes de Médine virent d'un mauvais œil le nouveau statut de Jérusalem, d'autant qu'il ne leur paraissait pas basé sur des traditions d'origine islamique clairement établies. En réaction, ceux-ci inventèrent des traditions niant la place de Jérusalem et les répandirent.

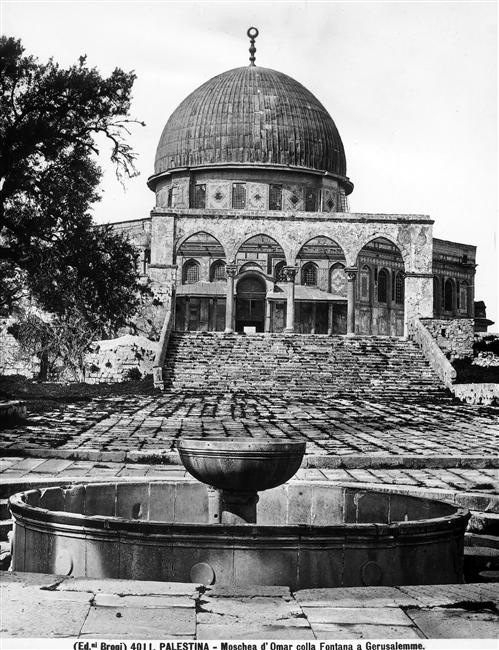
Dôme du Rocher, photographie du XIXe siècle.

Comme cela est noté dans l'une des inscriptions en arabe qui courent dans le bâtiment, le dôme du Rocher est construit en l'an 72 de l'Hégire, c’est-à-dire en 691 ou 692 de l'ère chrétienne, sous le règne d'Abd al-Malik,. C'est sous ce même calife omeyyade que la mosquée al-Aqsa est construite.
Avec l'époque omeyyade se développent des écrits dits "Prières de Jérusalem". Ces ouvrages, à la différence de ceux qui concernent, pour des raisons de statuts particuliers, La Mecque ou Médine, sont écrits par des habitants de Jérusalem mais connaissent une large diffusion.
Avec les traditions, se met en place le statut de Jérusalem comme troisième ville sainte, dont la sainteté est non pas Hurma comme La Mecque et Médine mais qudusiyya, terme qui possède un sens plus général et se retrouve pour chaque mosquée. Pourtant, le titre al-Haram est parfois donné à l'ensemble du Mont du Temple, en raison de l'histoire du site.

### Entre leIXeet leXIesiècle: Une ville eschatologique
Dans les premiers siècles de l'islam, la sacralité de Jérusalem est liée à son rôle eschatologique. Si les hadiths et les traditions musulmanes lui reconnaissent une place importante, elle est très fortement critiquée dès les premiers siècles de l'islam.
Le style littéraire des "Prières de Jérusalem" évolue pour former le style des Fada'il bayt al-maqdis,, le terme bayt al-maqdis étant utilisé à partir de cette époque pour désigner le Dôme du Rocher nom provenant de Beit HaMikdash (בֵּית הַמִקְדָּשׁ), nom du Temple de Jérusalem en hébreux ancien. Pour Hassan, si la littérature des "mérites de Jérusalem" se développe d'abord pour les villes de La Mecque, de Médine, de Bagdad..., le premier concernant, de manière certaine, Jérusalem pourrait dater de 912-913. Cette littérature donne une grande importance au rôle eschatologique de Jerusalem, sous l'influence des traditions judéo-chrétiennes.
S'appuyant sur des traditions juives et chrétiennes, l'islam reconnait dans l'expression "l'endroit proche", lieu du Jugement Dernier, à Jérusalem, Jérusalem comme lieu eschatologique n’apparaît pas dans le Coran mais uniquement dans les interprétations coraniques et des traditions plus tardives. Pour Livne-Kafri, « Les Juifs qui se sont convertis à l'Islam ont été un facteur extrêmement important dans la création des traditions apocalyptiques musulmanes, y compris celles sur Jérusalem. ». L'auteur cite aussi l'importance de Jérusalem pour les ascètes et pour les Omeyyades.

### Entre leXIeetXIIe: le début des croisades
Pour répondre à l'interdiction d'accès aux lieux de pèlerinages chrétiens en Terre sainte, par les Turcs Seldjoukides en 1071, plusieurs croisades se succèdent entre 1095 et 1291, du concile de Clermont à la prise de Saint-Jean-d'Acre. Celles-ci ont influencé le rapport de l'islam avec la ville de Jérusalem.
La prise de Jérusalem par les croisés en 1099 « ne produisit dans l’immédiat aucun choc, aucun sentiment d'avilissement religieux. ». Les seuls comptes-rendus sont alors factuels et ne montrent pas une place particulière pour Jérusalem. La prise de Jérusalem est alors perçue comme un changement de maître provisoire, sans caractère religieux. Tandis qu'au début du XIIe siècle, l'installation chrétienne s'avère permanente, « cette opinion persiste cependant dans son indifférence » malgré une christianisation forcée de la ville.
Excepté All b. Tahir al-Sulami, les réactions et appels au jihad contre les croisés n'évoquent pas la ville de Jérusalem. Cela montre « le faible empire qu'avait l’idée de la sainteté de Jérusalem sur l'opinion musulmane ». « Cette faiblesse [de la sainteté de Jérusalem] aurait tenu tout d'abord au fait qu'une bonne partie des docteurs de la Loi s'opposa à la place d'honneur que les mystiques musulmans voulaient accorder a la ville »,. All b. Tahir al-Sulami est un des quelques musulmans à réagir en espérant la reprise de Jérusalem. pour autant, celle-ci ne devait pas être le but principal du djihad.

### Entre 1144 et leXIIIesiècle: Jérusalem comme propagande
La dimension religieuse de Jérusalem se développe principalement à partir de 1144 et de l'apparition du religieux dans le discours politique de Zengi dans sa lutte contre les royaumes francs. En redonnant une place importante à la sainteté de Jérusalem, Zengi souhaite donner à la reconquête une dimension religieuse. Pour Sivan, ce changement est l'œuvre d'ibn Munir et d'ibn al-Qaysarani, ses « principaux propagandistes », qui revalorisent les aspects sacralisant de Jérusalem, comme son nom ou la mention de la mosquée al-Aqsa. Le successeur de Zengi, Nur al-din, continue après sa mort dans cette direction.

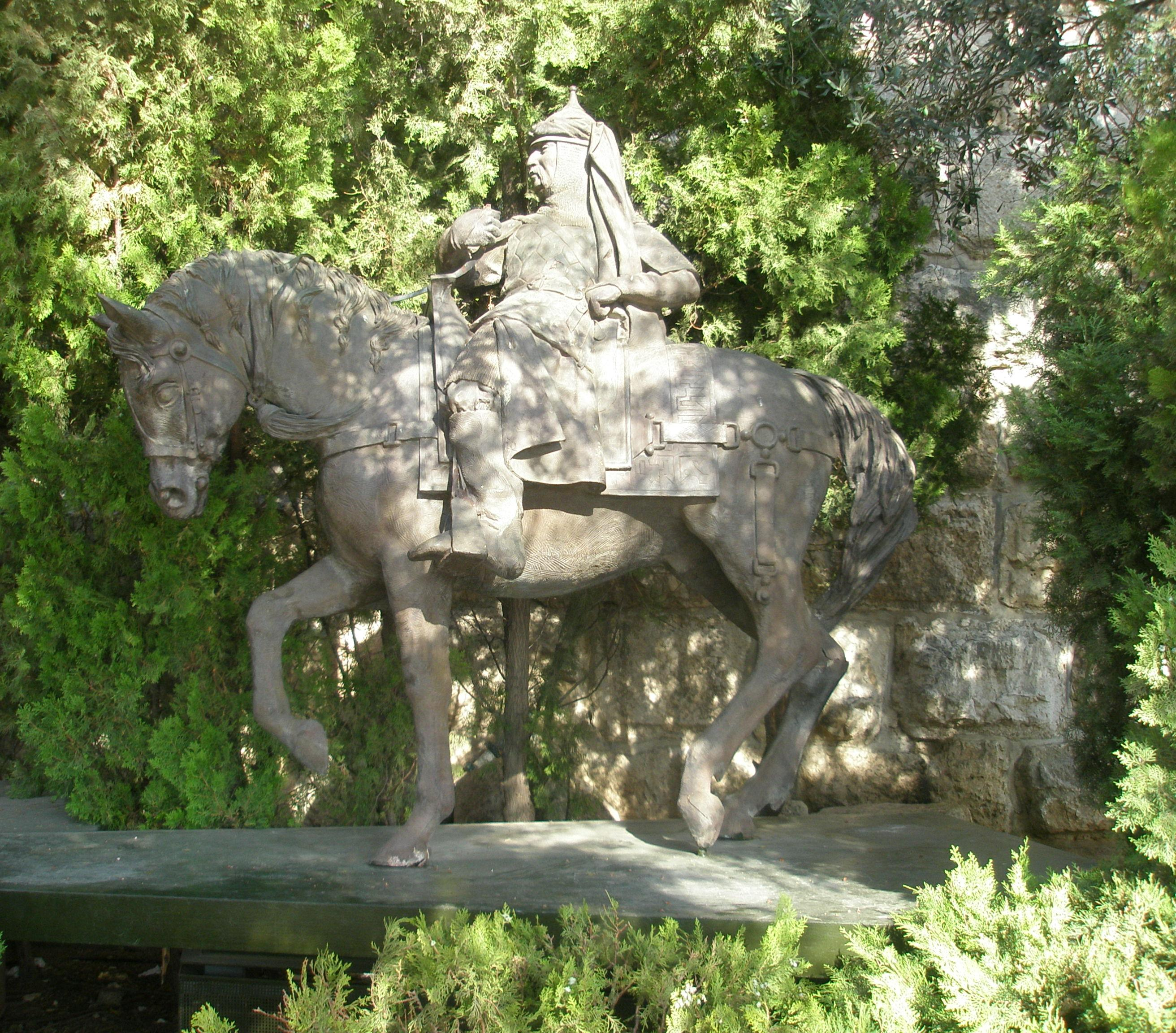
Statue de Saladin, Jérusalem

La vision politique de Jérusalem se trouve alors confortée par la diffusion au sein de la population du genre littéraire des Fada'il al-Quds à partir de 1147. Le premier porte le nom de "Titres de gloire de la Mecque, de Médine et de Jérusalem" et contient un éloge de la ville de Jérusalem. Ce livre fait dire à Mahomet que la pire calamité pour l'islam, hormis sa propre mort, serait la prise de Jérusalem par les "infidèles". Cette diffusion permet« certain éveil dans ces milieux de la conscience de la valeur religieuse de la ville [...] contribuant ainsi a la montée de ce double sentiment, but de la propagande officielle : colère devant la sujétion de la ville et espoir en sa reconquête. »
Ce sentiment se développe encore sous Saladin qui utilise celui-ci pour s'emparer du royaume zengide. Ce changement de rapport à Jérusalem s'observe par les critiques s'élevant du monde musulman contre le démantèlement des fortifications de Jérusalem en 1219 et la cession de la ville à Frédéric II en 1229 alors que la conquête de la ville par les croisés (de la Ire croisade) n'avait pas créé de telles réactions,.
Le caractère sacré de Jérusalem diminue avec l’arrivée des Mamelouk. Cela peut être lié au fait que « la ville n’était plus a conquérir ni son caractère musulman mis en cause. ». Pour Sivan, « Ainsi la liaison entre l’idée du jihad et l’idée de Jérusalem se trouva rompue avec la disparition de la conjoncture historique qui l'avait fait naître ». Néanmoins, des Fada'il al-Quds continuent à être écrits, les pèlerinages continuent et Jérusalem est toujours vénérée comme le troisième lieu saint de l'islam.

## Jérusalem et le statut de ville sainte à l'époque moderne

### À l'époque ottomane
Pour Sanguin, excepté durant la période des croisades, « Jérusalem ne fut pas politiquement instrumentalisée par le monde musulman jusqu'aux années 1920 ».

### Depuis leXXesiècle
Dans les années 1920, cette ville reprend alors de l'importance, sur l'impulsion du grand mufti Amin El-Husseini, en réaction au mouvement sioniste. Redevenant en partie une ville musulmane entre 1949 et 1967, elle devient un symbole pour toute la Palestine à partir de sa reconquête durant la guerre des six-jours. Elle est depuis lors revendiquée comme capitale par l'OLP.

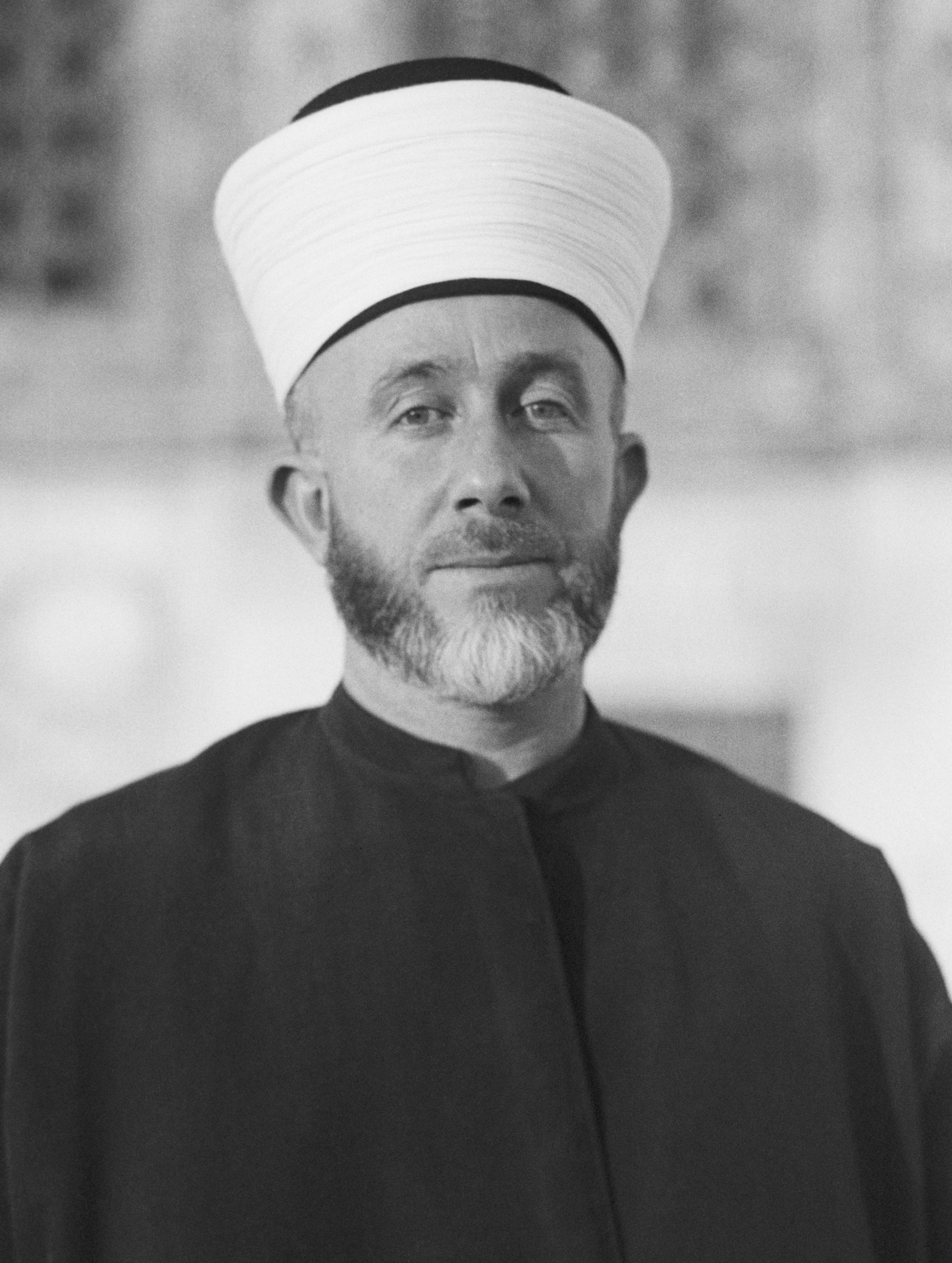
Grand mufti Amin El-Husseini

Pour Barnavi, repris par Dieckhoff, le conflit entre arabes et israélien est avant tout un "affrontement entre deux mouvements nationaux". Comprenant le potentiel de la mobilisation religieuse dans le conflit, du côté palestinien, c'est le grand mufti Amin El-Husseini un des grands acteurs de l'entrée du fait religieux dans le conflit. À partir de 1921, « il s'emploie méthodiquement à utiliser l’islam comme ressource politique. ». Les émeutes anti-juives de 1929 sont une des étapes importantes de cette évolution. Pour Taguieff, à partir des années 1920, un discours récurrent, exploité en particulier par le grand mufti de Jérusalem est que al-Aqsa est en danger. « L’islamisation de la « cause palestinienne » a atteint un point de non-retour. ». Ce discours religieux permet aux palestiniens d'unir le monde musulman. En 1931 est convoqué « un Congrès islamique mondial réunissant 130 délégués provenant d’une vingtaine de pays. La Palestine devient une cause non plus seulement arabe, mais islamique. ».
Mais ce rôle n'est pas stable puisque la Grande révolte arabe de 1936-1939 « est menée tout entière au nom de la lutte politique contre le sionisme. ». De même, les années 1950-60 n'utilisent que peu le référentiel religieux dans le conflit. La charte de création de l'OLP refuse de se placer sur le plan religieux pour se placer sur le plan national, voire pan-arabe. Ce retrait du religieux dans le conflit apparaît aussi du côté israélien durant ces années.
L'islamisation du conflit réapparaît dans les années 1970 puis 80. Cette mobilisation politique du religieux se forme, entre autres, dans la mouvance des frères musulmans. Dans les années 1980, le développement de l'islamisme s'accompagne de références religieuses et d'une rhétorique antisémite.« Le Hamas s’y définit explicitement comme un « mouvement palestinien spécifique qui fait
allégeance à Dieu, fait de l’islam sa règle de vie et œuvre à planter l’étendard de Dieu sur toute parcelle de la Palestine » (article 6). ». Pour ces mouvements, la libération de la Palestine et le djihad est une obligation religieuse. Cette centralisation de Jérusalem dans le conflit israelo-palestinien est à l'origine, aujourd'hui encore, de propagande. Ainsi, pour le grand mufti Muhammad Ahmad Hussein, en 2015, la mosquée al-Aqsa est construit sur un site ayant plus de 30 000 ans, remontant à la création du monde. De plus, pour lui, il n"y a jamais eu de temple juif sur le mont du Temple dans une optique de « déjudaïsation » de Jérusalem.